# Osmol
Osmol ou osmole (símbolo: Osm) é uma unidade de medida que corresponde ao massa atômica dividida pelo número de partículas que exercem determinada pressão osmótica.. Portanto, expressa a concentração de uma solução em termos de número de partículas. Um osmol também pode ser definido como o peso molecular (ou massa molecular) de um mol  (molécula-grama) de soluto osmoticamente ativo. Um  miliosmol  (mOsm) é a milésima parte do osmol. Um  micro-osmol (μOsm) equivale a um milionésimo de osmol.